# Atletik under sommer-OL 2016 - 110 meter hækkeløb (herrer)
Mændenes 110 meter hækkeløb under sommer-OL 2016 fandt sted d. 15 august og 16. august 2016 på Olympic Stadium.